# En busca del sueño
En busca del sueño (en chino simplificado, 追光万里; pinyin, Zhuī guāng wànlǐ; literalmente, ‘Persiguendo la luz miles de millas’, en inglés: In Pursuit of Light) es una película documental china dirigida por Zhang Tongdao y estrenada en el año 2022.

## Sinopsis
La película repasa la trayectoria de algunos pioneros del cine chino.Concretamente, el documental está protagonizado por Lisa Lu, una de las primeras estrellas asiáticas en el cine de Estados Unidos.En la película, Lu rememora también las trayectorias de otros pioneros del cine chino, como por ejemplo Lai Manwai, considerado el padre del cine de Hong Kong, el director Cai Chusheng, la actriz Anna May Wong y Bruce Lee.